# 宾州府
宾洲府，晚清时设置的府。
宣统元年（1909年）升宾州直隶厅置，治所在阿勒楚喀（在今黑龙江省哈尔滨市阿城区），属吉林省。下辖阿勒楚喀、长寿、敦化三县与宾州厅、五常厅二散厅。民国初年，全国废府州厅改3县，于1913年设宾县。